# Saint-Hilaire-Taurieux
Saint-Hilaire-Taurieux è un comune francese di 99 abitanti situato nel dipartimento della Corrèze nella regione della Nuova Aquitania.

## Società

### Evoluzione demografica
Abitanti censiti